# مینیمان
مینیمان (به لاتین: Meyniman تا ۱۹۹۹ کالینوفکا Kalinovka) یک منطقهٔ مسکونی در جمهوری آذربایجان است که در شهرستان حاجی‌قبول واقع شده‌است. روستای مینیمان امروزه متروکه شده است اما روستای دیگری به نام برینجی مینیمان (مینیمان نخست) در نزدیکی آن قرار دارد.